# Augusto Abelaira
Augusto Abeleira (né Augusto José de Freitas Abelaira à Ançã le 18 mars 1926 et mort à Lisbonne le 4 juillet 2003) est un professeur, romancier, dramaturge, traducteur et journaliste portugais.

## Biographie
Augusto Abelaira s'est fait connaître vers la fin des années 1950 avec le roman A Cidade das Flores (1959), portrait de la perplexité de la jeunesse de son temps.
Innovateur du point de vue officiel, ses romans traitent en général de l'amour et de ses tourments. C'est le cas de Bolor (moisissure en français) (1968) et Sem Teto entre Ruínas (1979).

## Œuvres
- A Cidade das Flores (roman), 1959;
- Os Desertores (roman), 1960;
- A Palavra é de Oiro (théâtre), 1961;
- O Nariz de Cleópatra (théâtre), 1962;
- As Boas Intenções (roman), 1963;
- Enseada Amena (roman), 1966;
- Bolor (roman), 1968;
- Ode (quase) Marítima, (monologue), avec des dessins de Maria Keil, 1968;
- Quatro Paredes Nuas (contes), 1972;
- Sem Tecto Entre Ruínas (roman), 1979;
- Olfacto, in Poética dos Cinco Sentidos: La Dame à la Licorne, 1979;
- Anfitrião, Outra Vez (teatro), 1980;
- O Triunfo da Morte (roman), 1981;
- O Bosque Harmonioso (roman), 1982;
- O Único Animal que... (roman), 1985;
- Deste Modo ou Daquele (roman), 1990;
- Outrora, Agora (roman), 1996;
- Nem Só Mas Também (roman) [posthume], 2004;

## Prix littéraires
- Prix Ricardo Malheiros, de l'Academia das Ciências de Lisboa,As boas intenções (1963)
- Prix Cidade de Lisboa, Sem tecto entre ruínas (1979)
- Grand prix de romance e novela, da Associação Portuguesa de Escritores,Outrora, agora (1997)
- Prémio da Crítica, Outrora, agora (1997)
- Prix Cidade de Lisboa, Outrora, agora (1997)
- Prix du Pen Club, Outrora, agora (1997)